# Herb Wołowa
Herb Wołowa – jeden z symboli miasta Wołów i gminy Wołów w postaci herbu.

## Wygląd i symbolika
Herb przedstawia w srebrnej tarczy wizerunek kroczącego w prawo brązowego wołu, o białych rogach i z takimiż akcentami na czole, pęcinach i końcu ogona. Herb mówiący, nawiązujący do nazwy miasta.

## Historia
Według podania, historia Wołowa rozpoczęła się od ucieczki stada wołów podczas drzemki pastuszka. Gdy w końcu odnalazł je idąc po śladach, trafił na bujną łąkę, o najbujniejszej i najbardziej soczystej trawie w całej okolicy. Urzeczony jej widokiem pastuszek postanowił się osiedlić w tym miejscu. Później dołączyli i inni, a z czasem powstało miasto, które nazwano Wołowem, gdyż miejsce jego założenia odkryły woły. Według innej wersji, motyw herbowy nawiązuje do miejskich targów, na których handlowano wołami.